# Liste der Herrscher von Sardinien
Diese Liste der Herrscher von Sardinien beinhalten die Könige und Regenten von Sardinien.

## Sardinien vor der aragonesischen Eroberung
Sardinien wurde vom 11. Jahrhundert an in vier autonome Fürstentümer geteilt, genannt giudicati (→ Sardische Judikate). Manche Herrscher dieser Fürstentümer nannten sich „König von Sardinien“, namentlich folgende:
- 1113–1128 Konstantin I. von Torres, Giudice von Logudoro
- 1128–1150 Gonario II. von Torres, Giudice von Logudoro
- 1164–1165 Barisone II., Giudice von Arborea (formell anerkannt durch Kaiser Friedrich Barbarossa)
- 1239–1246 Enzio, iure uxoris, natürlicher Sohn des Kaisers Friedrich II.

1269 ließ Karl von Anjou seinen Sohn Philipp († 1277) zum König von Sardinien wählen. Keiner dieser Herrscher hatte die Kontrolle über Sardinien. Von 1249 bis 1284 war die Insel zwischen der Republik Pisa und der Republik Genua aufgeteilt, bis sie schließlich ganz unter die Herrschaft Genuas fiel. König Jakob II. von Aragón wurde von Papst Bonifatius VIII. 1297 zum Rex Sardiniae et Corsicae (König von Sardinien und Korsika) ernannt. Die Aragonesen ergriffen jedoch erst 1323 nach einem siegreichen Feldzug gegen die Pisaner wirklichen Besitz von der Insel.
- 1297–1327 Jakob II. von Aragón als Lehnsmann des Papstes
- 1327–1336 Alfons I.
- 1336–1383 Peter I.

1383 gelang es Eleonora von Arborea, die Aragonesen mit Unterstützung Genuas wieder zu vertreiben und beinahe die gesamte Insel zu erobern.

### Unter demJudikat Arborea
- 1383–1387 Eleonora di Arborea (als Regentin)
- 1387–1407 Mariano V. (1387–1402 unter Vormundschaft Eleonoras)
- 1407–1409 Guglielmo IV.

## Aragonesische Herrschaft, 1409–1516
Ab 1409 residierten die Könige von Sardinien meistens außerhalb der Insel und ließen Sardinien von Vizekönigen verwalten (siehe Liste der Vizekönige von Sardinien).
- 1409–1410 Martin I. – auch Martin I. von Aragón
- 1412–1416 Ferdinand I. – auch Ferdinand I. von Aragón
- 1416–1458 Alfons II. – auch Alfons V. von Aragón
- 1458–1479 Johann II. – auch Johann II. von Aragón
- 1479–1516 Ferdinand II. – auch Ferdinand II. von Aragón und Ferdinand V. von Kastilien

## Spanische Herrschaft, 1516–1713
- 1516–1554 Karl I. – auch Kaiser Karl V. und Karl I. von Spanien
- 1554–1598 Philipp I. – auch Philipp II. von Spanien
- 1598–1621 Philipp II. – auch Philipp III. von Spanien
- 1621–1665 Philipp III. – auch Philipp IV. von Spanien
- 1665–1700 Karl II. – auch Karl II. von Spanien
- 1700–1713 Philipp IV. – auch Philipp V. von Spanien

Am Ende des Spanischen Erbfolgekrieges kam Sardinien durch den Frieden von Utrecht an Österreich.

## Österreichische Herrschaft, 1713–1720
- 1713–1720 Karl III. – auch Kaiser Karl VI.

Spanische Streitkräfte fielen während des Krieges der Quadrupelallianz 1718 ins Königreich Sardinien ein. Kaiser Karl VI. überließ Sardinien schließlich im Frieden von Den Haag (1720) im Tausch gegen Sizilien dem Herzog Viktor Amadeus II. von Savoyen.

## Savoyardische Herrschaft, 1720–1861
Die Herrscher aus dem Hause Savoyen regierten von ihrer Festland-Hauptstadt Turin aus, aber führten primär dennoch den sardischen Königstitel, da dieser höherrangig war als der savoyardische Herzogstitel.
- 1720–1730 Viktor Amadeus II.
- 1730–1773 Karl Emanuel III.
- 1773–1796 Viktor Amadeus III.
- 1796–1802 Karl Emanuel IV.
- 1802–1821 Viktor Emanuel I.
- 1821–1831 Karl Felix
- 1831–1849 Karl Albert
- 1849–1861 Viktor Emanuel II.

Zwischen 1859 und 1861 eroberte das Königreich Sardinien die meisten Staaten Italiens. Am 17. März 1861 wurde Viktor Emanuel II. von Sardinien schließlich durch das Parlament in Turin als Viktor Emanuel II. zum König von Italien proklamiert.